# یوهان توماس لوندبویه
یوهان توماس لوندبویه (۱ سپتامبر ۱۸۱۸ – ۲۶ آوریل ۱۸۴۸) یک نقاش دانمارکی و هنرمند گرافیک بود که به دلیل نقاشی‌های حیوانات و نقاشی منظره مشهور است. او تحت تأثیر دعوت نیلز لاوریتس هوین برای توسعه هنر ملی‌گرایانه از طریق به تصویر کشیدن مناظر خاص دانمارک، بناها و یادبودهای تاریخی و مردم ساده و روستایی کشورش قرار گرفت. لوندبویه به همراه پی. سی. اسکوفگارد و لورنتس فرولیک به یکی از نقاشان برجسته رمانتیسم ملی‌گرایانه در نسل خود تبدیل شد و مناظر جزیره شیلند را به طور منظم به تصویر کشید.

## زندگی‌نامه
وی در کالوندبورگ در جزیره شیلند دانمارک متولد شد. یوهان یکی از پسران یواخیم تئودور لوندبویه (۱۷۷۸–۱۸۴۱) و کاترینه بونوویه (۱۷۹۲–۱۸۶۳) بود. لوندبویه از یک خانواده نظامی می‌آمد و برادرانش، کریستین کارل لوندبویه (۱۸۱۲–۱۸۷۳) و امانوئل آندریاس لوندبویه (۱۸۱۴–۱۹۰۳)، هر دو به عنوان افسران نظامی در دانمارک خدمت کردند.
لوندبویه در کودکی بیمار بود و همراه با خانواده‌اش به کپنهاگ نقل مکان کرد. پس از مرگ پدرش، او به همراه مادرش به کالوندبورگ بازگشت. او زیر نظر نقاش حیوانات، کریستین هولم (۱۸۰۴–۱۸۴۶) به طور خصوصی آموزش دید و در سن ۱۴ سالگی وارد مدرسه نقاشی یوهان لودویگ لوند (۱۷۷۷–۱۸۶۷) شد.
در سال ۱۸۳۲، او وارد آکادمی سلطنتی هنرهای زیبای دانمارک در کپنهاگ شد و در سال ۱۸۴۲ تحصیلات خود را به پایان رساند. او از سال ۱۸۳۵ به نمایش آثار خود پرداخت و در سال ۱۸۳۹ نقاشی معروف خود با عنوان یک تپه تدفینی باستانی در راکلف در رفنس را خلق کرد. این اثر توسط انجمن هنر خریداری شد.
او در سال‌های بعد تمرکز خود را بر نقاشی مناظر گذاشت. اثر بزرگ او منظره ساحلی در ایسه‌فیورد در سال ۱۸۴۳ به نمایش درآمد و توسط مجموعه نقاشی‌های سلطنتی خریداری شد. او همچنین کتاب افسانه‌هایی برای کودکان اثر شاعر هانس ویلهلم کالوند را در سال ۱۸۴۵ تصویرسازی کرد.
لوندبویه در سال ۱۸۴۵ کمک‌هزینه سفر از آکادمی دریافت کرد و به آلمان، سوئیس، فرانسه و ایتالیا سفر کرد. نقاشی معروف او گاوها در کمپانیا رومی در سال ۱۸۴۷ به نمایش درآمد و توسط مجموعه سلطنتی خریداری شد.
او در ژوئیه ۱۸۴۶ به دانمارک بازگشت و تصمیم گرفت در یک مزرعه کوچک در نزدیکی هلسینگور زندگی کند. با آغاز جنگ اول شلسویگ در سال ۱۸۴۸، وی مانند بسیاری از هنرمندان جوان به ارتش پیوست که تنها هشت روز بعد در ۲۶ آوریل ۱۸۴۸ و در سن ۲۹ سالگی درگذشت. برخی معتقدند که وی به طور تصادفی کشته شد، در حالی که برخی دیگر احتمال خودکشی به دلیل افسردگی مزمن را مطرح کرده‌اند.

## آثار برگزیده

آثار ژاک اوژن فین
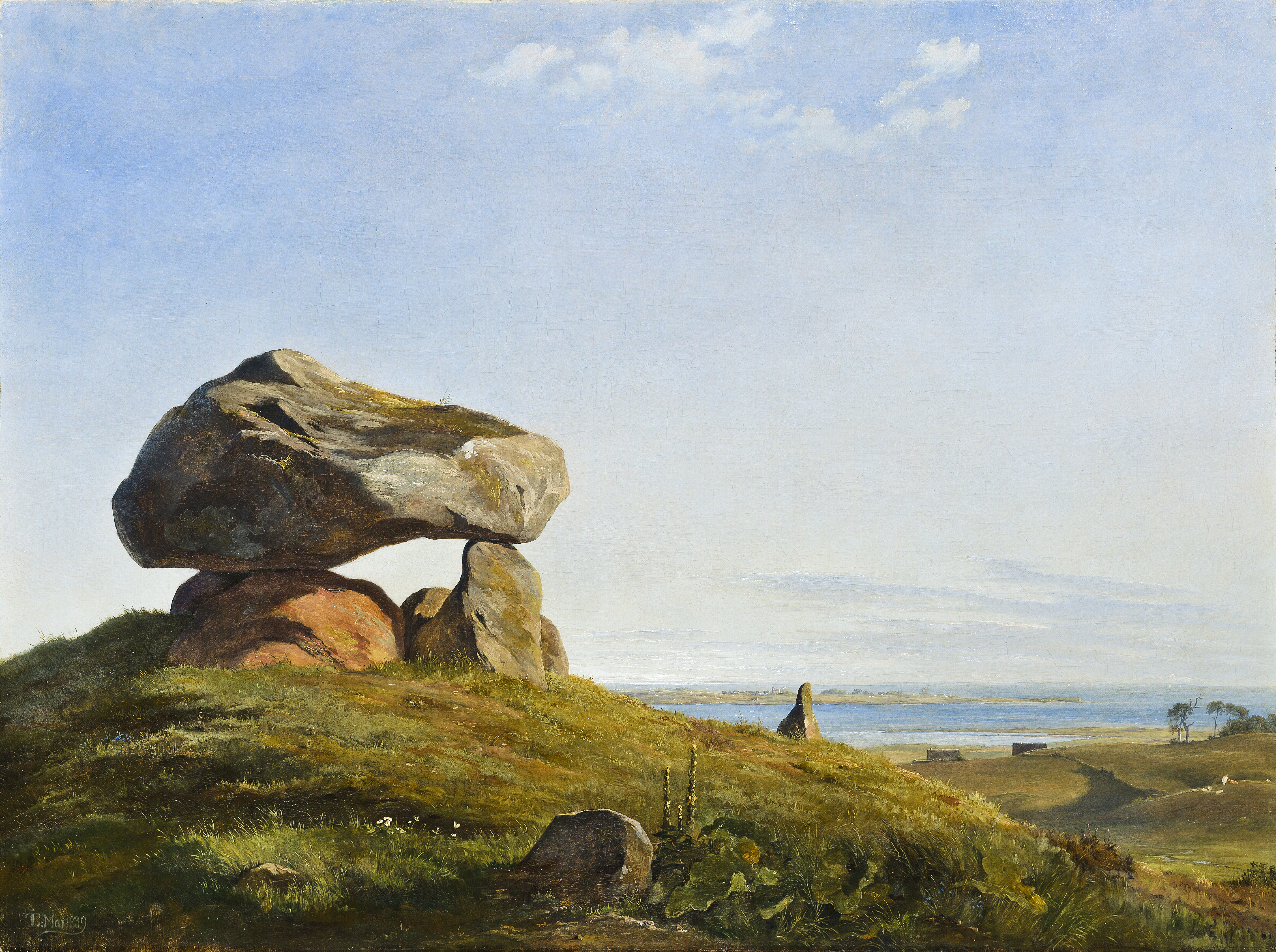
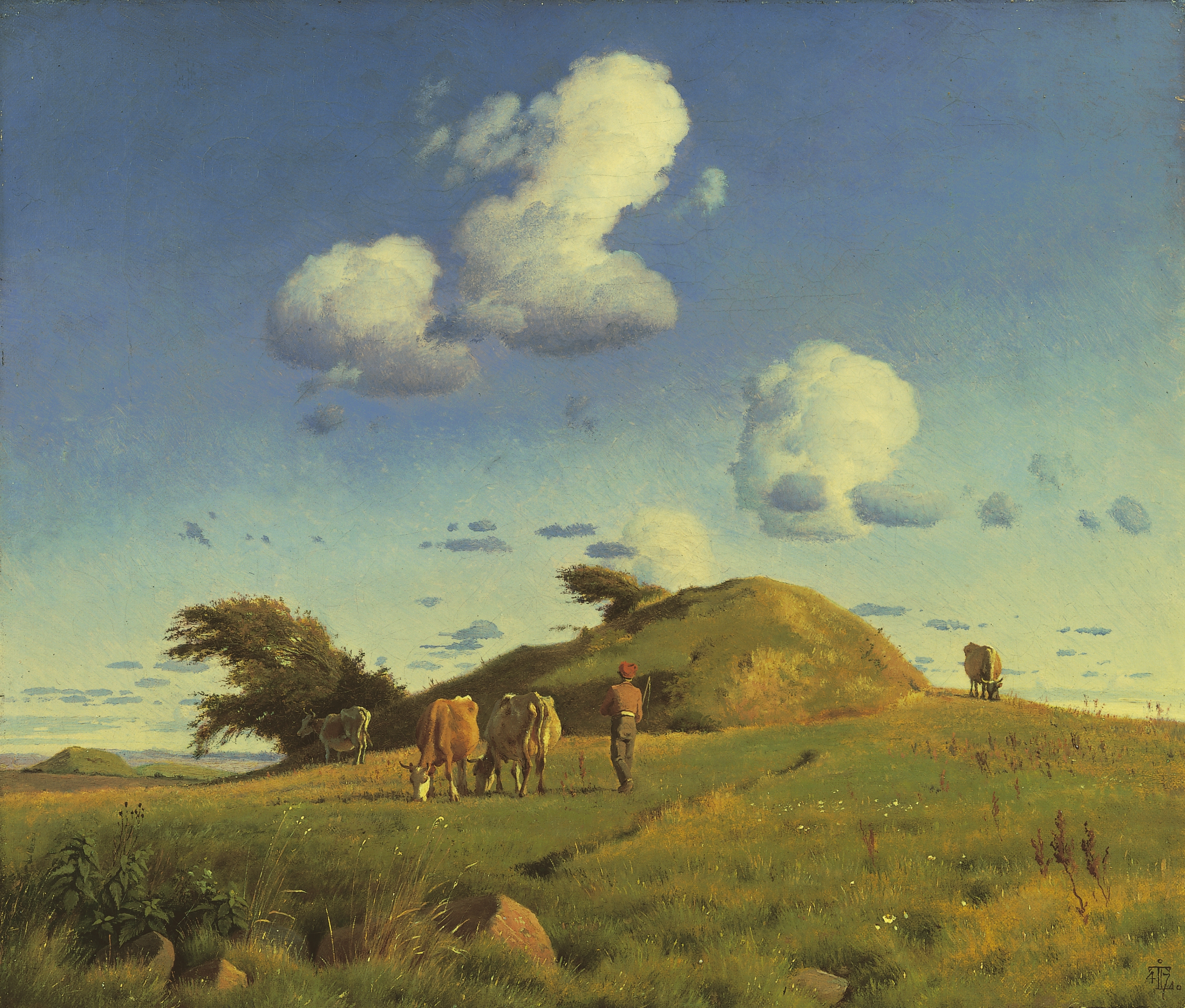
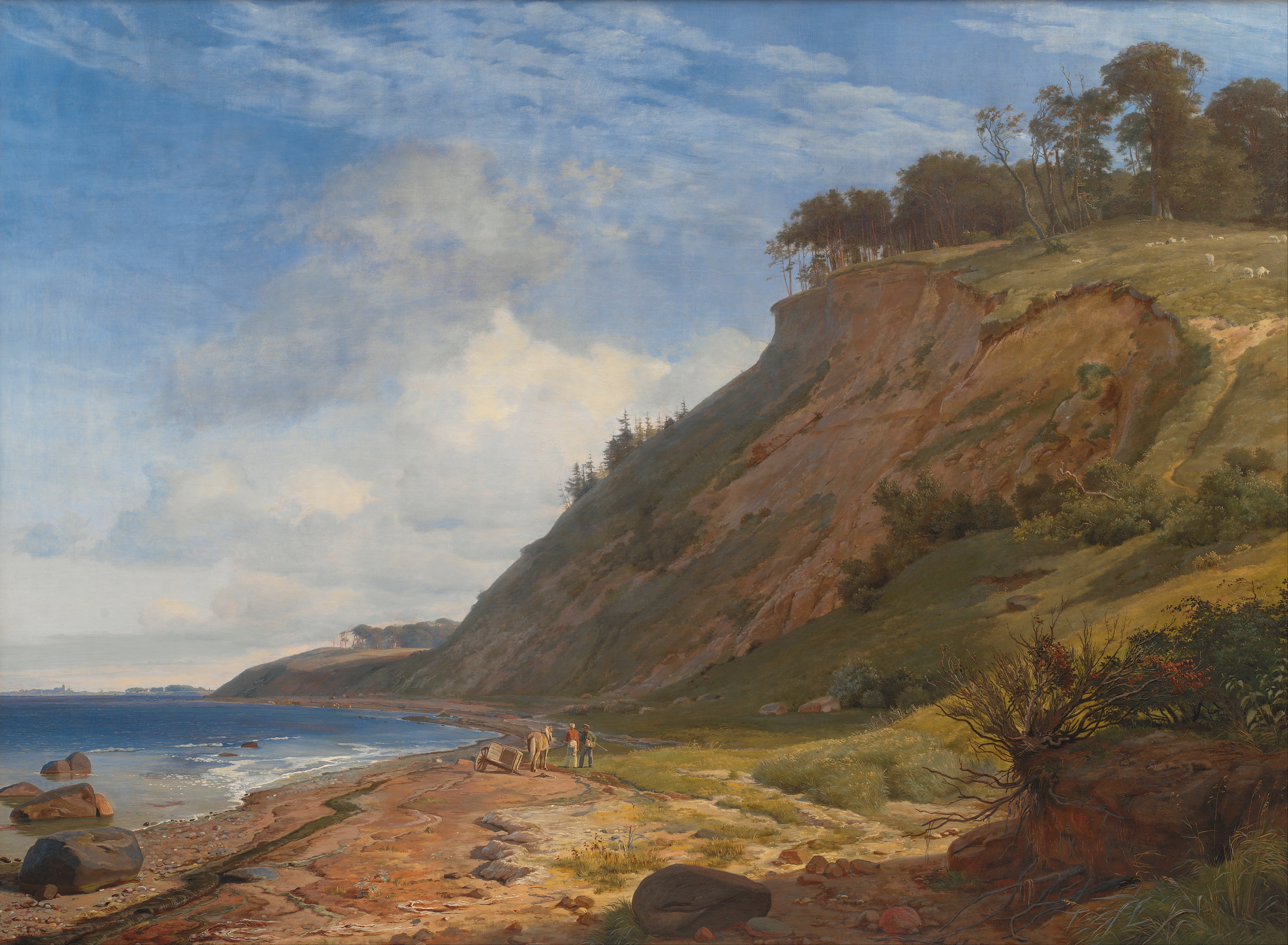
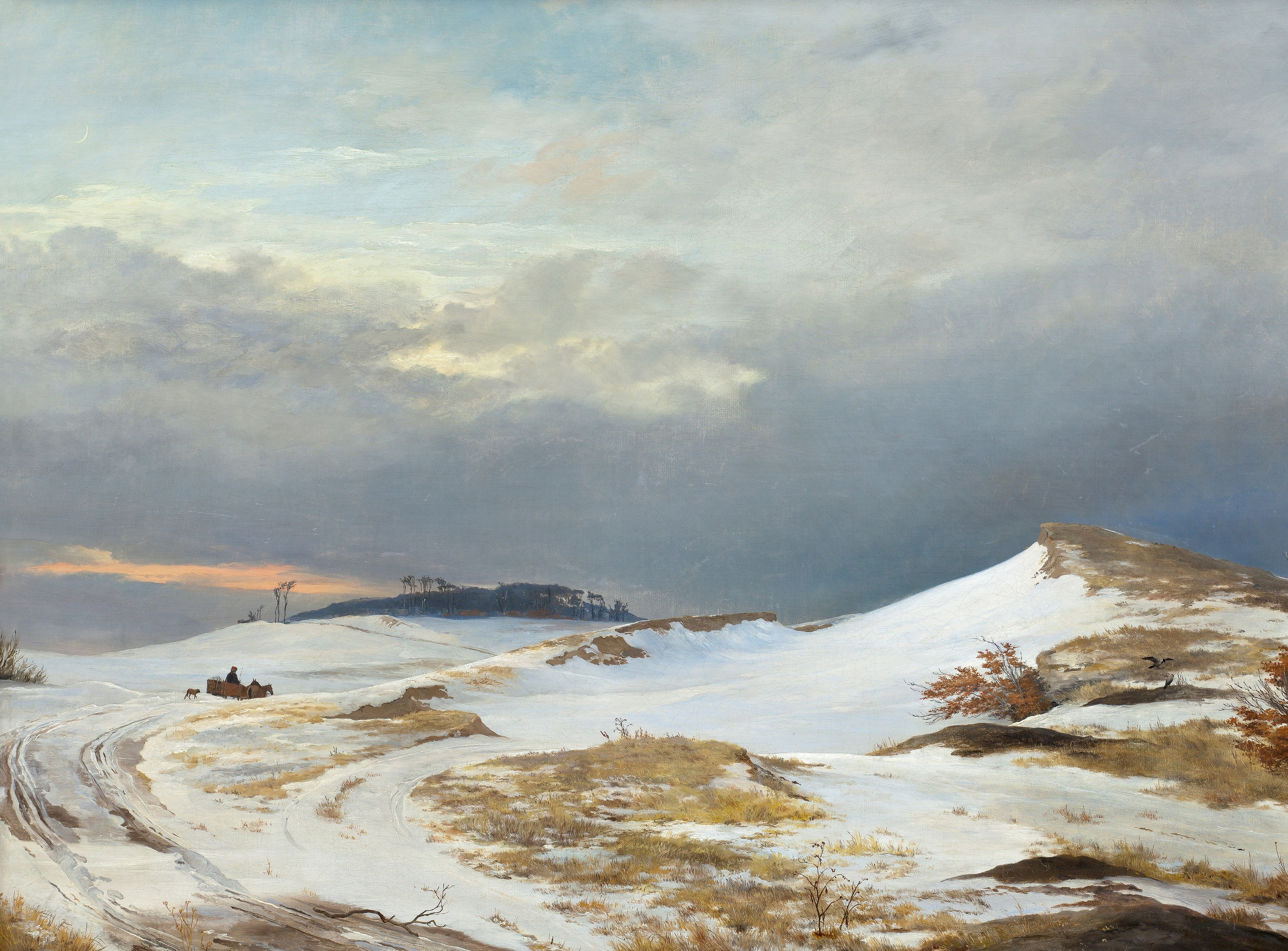
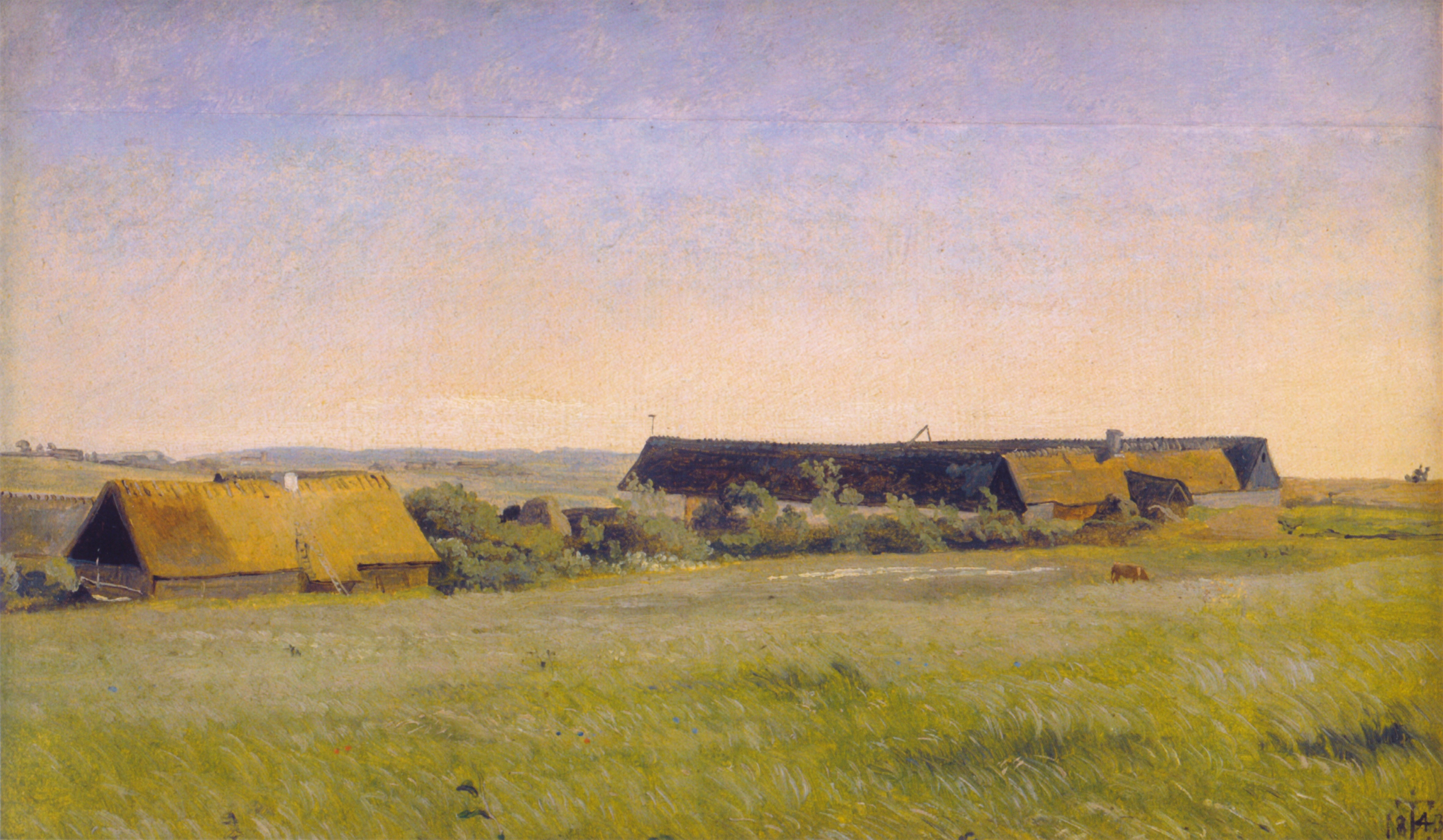